# Cellule germinale
 (avril 2022).
Si vous disposez d'ouvrages ou d'articles de référence ou si vous connaissez des sites web de qualité traitant du thème abordé ici, merci de compléter l'article en donnant les références utiles à sa vérifiabilité et en les liant à la section « Notes et références ».

Une colonie de la lignée de cellules souches embryonnaires humaine HD90 dérivée au centre hospitalier universitaire de Montpellier.

L'ensemble des cellules germinales, ou germen (qui sont issues des cellules souches), d'un animal ou d'un végétal sont les cellules susceptibles de former les gamètes (spermatozoïdes et ovocytes chez les animaux) provenant des spermatogonies et ovogonies. Celles-ci donnent par mitose des ovocytes et des spermatocytes, et par méiose les spermatozoïdes et les ovules, ou des oosphères et des grains de pollen (chez les végétaux). Elles constituent avec les cellules somatiques l'une des deux lignées cellulaires obtenues à partir d'une cellule œuf. 

## Spécificité des cellules germinales
Contrairement aux cellules somatiques, ces cellules transmettent à leur descendance (au cours de la reproduction sexuée) les mutations génétiques qu'elles ont subies. En effet, ces cellules germinales sont la « base » de tout être vivant. Elles sont le point de départ de tout embryon, et leur division donnera lieu à toutes les cellules souches futures, ce qui aura une influence sur le génotype et sur le phénotype des descendants.

## Phases de la gamétogenèse
- Phase de multiplication : les gonies se divisent par mitoses et augmentent leur nombre.
- Phase d'accroissement : les gonies cessent de se diviser par mitose et deviennent des auxocytes primaires, leur volume augmente par accumulation d'une quantité de substances de réserve au niveau du cytoplasme.
- Phase de maturation : elle est marquée par le phénomène de la méiose comportant 2 mitoses différentes :
  - mitose réductionnelle, donnant des auxocytes secondaires haploïdes(n) (spermatocytes II et ovocytes II) ;
  - mitose équationnelle, donnant des spermatides et ovotides.
- Phase de cytodifférenciation : conduisant a la formation des gamètes par la différenciation de cellules morphologiquement différentes dans les deux sexes.